# Araneus lacrymosus
Araneus lacrymosus este o specie de păianjeni din genul Araneus, familia Araneidae. A fost descrisă pentru prima dată de Charles Athanase Walckenaer în anul 1842.
Este endemică în New South Wales. Conform Catalogue of Life specia Araneus lacrymosus nu are subspecii cunoscute.